# Vautrin (pièce de théâtre de Balzac)
Pour les articles homonymes, voir Vautrin.
Vautrin est une pièce de théâtre écrite par Honoré de Balzac, représentée pour la première fois au théâtre de la Porte-Saint-Martin le 14 mars 1840 et interdite le lendemain.
Frédérick Lemaître, l'acteur qui devait jouer le rôle de Vautrin, avait eu l'idée de se grimer pour ressembler à Eugène-François Vidocq, de qui Balzac se serait inspiré pour son personnage. On trouva aussi une ressemblance forte avec le roi Louis-Philippe Ier, ce qui amena à l'interdiction de la pièce.
« Monsieur Honoré de Balzac […] a ambitionné les palmes de théâtre. Il a créé pour la scène un type dont la hardiesse a provoqué une ardente polémique, beaucoup de bruit et de scandale : Vautrin, ce forçat philosophe qui faisait le bien à sa manière. »
Antony Méray en avait pourtant fait l'éloge les 7 mai et 20 avril de la même année dans Le Siècle.
Cependant le talent de dramaturge de Balzac a été reconnu plus tard. Et la pièce a été reprise de nombreuses fois aux XXe et XXIe siècles notamment par le Théâtre du Campagnol en 1987.

## Argument
C'est le personnage de Vautrin qui est présenté ici, pris dans son intégralité. Sa condition de forçat, sa vie avant son arrivée à la pension Vauquer, pendant Le Père Goriot, dans les romans suivants, Illusions perdues, Splendeurs et misères des courtisanes, mais aussi dans ses nouvelles fonctions de policier. Balzac a pris la peine de l'affiner et de le préciser avant de mourir.